# Johanna Ortega
Johanna Paola Ortega Ghiringhelli (Asunción, 12 de junio de 1987) es una política paraguaya. Desde 2023 es Diputada Nacional por Capital, representando al Partido País Solidario.

## Biografía

### Vida personal y familiar
Nació el 12 de junio de 1987 en el Barrio Obrero de Asunción, Paraguay. Es hija de Carlos Ortega y Maly Ghiringhelli, tiene cuatro hermanos. Pasó sus primeros años en Asunción, hasta que se mudó a Ciudad del Este, donde viviría entre 1994 y 2005.
En 2023 se casó con Diego Céspedes Escobar. Carmen Liliana Céspedes Ortega es su primera hija, nacida el 7 de febrero de 2025.

### Educación
Estudió Ciencias Políticas en la Universidad Católica de Asunción. Anteriormente estudió Medicina en Universidad de Buenos Aires, pero decidió dejar la carrera. Es diplomada en Gobernanza Climática Local, Transparencia y Políticas Ambientales.

## Trayectoria política
En 2003 se afilió al Partido País Solidario. En 2011 fue electa presidenta de la Juventud País Solidario.

### Elecciones municipales de 2021
En 2021 fue candidata a la intendencia de Asunción, en las elecciones municipales de ese año.
Ortega atrajo atención hacia su figura durante las elecciones, ya que había solicitado la publicación de facturas y documentos referentes a la gestión del entonces ex-intendente y candidato Nenecho Rodríguez. El Intendente interino, César Ojeda se negó a proveer la información debido a que quien la solicitaba era candidata a la intendencia del mismo municipio pero mediante acciones judiciales, se logró acceder a la documentación. La divulgación de estos documentos demostró varias irregularidades, entre ellas la sobrefacturación de productos y transferencias irregulares de dinero, lo cual llevó a que Ortega realice denuncias ante la SENAC (Secretaría Nacional Anticorrupción) y la Contraloría General de la República.
Se llevó un 4.48% de los votos, posicionándose en tercer lugar, detrás de Nenecho Rodríguez y Eduardo Nakayama.

### Elecciones generales de 2023
En el 2023 fue candidata para la Cámara de Diputados, y obtuvo 13,864 votos, siendo la única candidata electa en la lista 2 de la Alianza por Asunción, conformada por varios partidos de oposición, entre ellos PPS (Partido País Solidario), PLRA (Partido Liberal Radical Auténtico), PRF (Partido Revolucionario Febrerista) y PPC (Partido Participación Ciudadana).
El 30 de junio de 2023 juró de manera oficial como Diputada Nacional para el periodo legislativo 2023-2028.

## Posturas políticas
Ortega es afiliada del Partido País Solidario, una nucleación política progresista de tendencia socialdemócrata. Desde sus primeros días como activista estudiantil hasta su actual posición como miembro destacado del partido, ha abogado por políticas que buscan mejorar las condiciones de vida de los ciudadanos y construir una sociedad más inclusiva. También destaca en sus intervenciones la importancia de la participación política de las mujeres.
Se caracteriza por su defensa de la educación accesible, la atención médica universal y la igualdad de oportunidades para todas las personas.
En el ámbito internacional, Ortega ha representado a su partido en conferencias y encuentros con otras agrupaciones políticas. Su internacionalismo se ha traducido en propuestas para abordar problemas globales, como el cambio climático, la migración y la desigualdad económica.
En sus últimas dos campañas, priorizó temas como empleo, seguridad, medio ambiente, impuestos justos y transparencia gubernamental.